# 최승
최승(崔陞, ? ~ ?)은 당나라 병마사이다. 당 중종을 복원시킨 최현위(崔玄暐)의 동생이다.

## 개요
최승(崔陞)은 하북성 청하 최씨 출신으로 당나라 병마사이다. 7세기 후반에 최현위(崔玄暐)는 당 중종을 복원한 공으로 하북성의 제후가 되었으며, 그의 어린 동생 최승은 랴오닝의 병마사가 되었다.
신라 기록에 의하면 최승(崔陞)은 846년, 신라 문성왕 8년에 신라에 흉년이 들어 도적이 창궐할 때 당나라 무종의 명을 받고 병마사(兵馬使)로 내임하여, 신라에 들어와서 이를 토평하였다. 라고 되어 있다. 그런데 최승(崔陞)은 7세기 중엽 (650년 무렵)에 태어난 인물이므로 846년의 연대가 잘 맞지는 않는다. 따라서 후대에 기록이 잘못 기록되어 구전되었을 가능성도 있다. 실제 최승이 신라에 들어온 연대는 명확하지 않다. 이것은 한반도 토착인이 당시 고려 시대 때 문벌 귀족들이 족보를 제작하는 것이 유행할 때 최씨를 사용하여 족보를 제작했을 수도 있다. 한국 기록에는 최우(崔偶)의 초명이 최승(崔陞) 라고 하지만, 당나라 기록에는 초명이 기록되어 있지 않다.

## 같이 보기
- 최우청